# Inga micradenia
Inga micradenia är en ärtväxtart som beskrevs av George Bentham. Inga micradenia ingår i släktet Inga och familjen ärtväxter. Inga underarter finns listade i Catalogue of Life.